# Jordi Codina
Jordi Codina i Rodríguez (Barcelona, 27 de abril de 1982) é um futebolista espanhol que atua no CF Fuenlabrada.